# Peperomia rugosa
Peperomia rugosa là một loài thực vật có hoa trong họ Hồ tiêu. Loài này được C.C. Berg, E.A. Mennega & Tolsma miêu tả khoa học đầu tiên năm 1978.